# Sporting Arizona FC
Sporting Arizona FC, anteriormente conhecido Phoenix Hearts, Arizona Cotton, Arizona Phoenix, e Arizona Sahuaros, é uma agremiação esportiva da cidade de Mesa, Arizona. Atualmente disputa a United Premier Soccer League.

## História
O clube foi fundado em 1989 sob o nome de Phoenix Hearts para disputar a SISL. Muda de nome em 1992 para Arizona Cotton e passa a disputar a USISL Premier League. Em 1996 se torna Arizona Phoenix. Em 1998 mais uma mudança de nome, agora para Arizona Sahuaros. Com esse nome a equipe conquista seu título mais importante, a MPSL de 2003. Em 2017 a equipe entra na UPSL e adota o novo nome Sporting Arizona FC.